# Agence spatiale bulgare
L’Agence spatiale bulgare (ASB) est l'agence spatiale de la Bulgarie, établie en 1987 et qui a son siège à Sofia, la capitale du pays.

## Spationautes bulgares
1. Georgi Ivanov (spationaute)
2. Aleksandr Panaïotov Aleksandrov